# Хайнрих Граф цу Дона-Шлобитен
Хайнрих Граф цу Дона-Шлобитен (на немски: Heinrich Graf zu Dohna-Schlobitten) е германски генерал-майор, участвал в опита за убийство на фюрера Адолф Хитлер от 20 юли 1944 г.

## Ранен живот
Дона-Шлобитен е роден във Валдбург (сега Николаевка, Русия) близо до Кьонигсберг, Източна Прусия, син на известно пруско семейство. Започва кариерата си като професионален войник и до 1901 г. е знаменик (Fahnenjunker). През Първата световна война служи на Генералния щаб, но трябва да напусне съкрушената армия през 1919 г. Впоследствие става член на Baltische Landwehr, но по етични причини избира да напусне военните. По-късно той се противопоставя на нацизма и се оказва активен в Bruderrat в старата пруска провинция Източна Прусия.
Дона-Шлобитен е женен за Мария Агнес фон Борке, с която има дъщеря и трима сина.

## Втората световна война
През 1939 г. Дона-Шлобитен е реабилитизиран като служител на Генералния щаб и е назначен за началник на щаба в отбранителния район I в Кьонигсберг. Той е лидер на корпус във Франция, Норвегия и Финландия.
Последният му пост е генерал и началник на генералното командване в Данциг (сега Гданск, Полша), преди да напусне Вермахта по негова молба през 1943 г. След това той получава прехраната си от земеделие в Толксдорф (сега Толкини, Полша) в Източна Прусия.
Дона-Шлобитен поддържа контакти с лидера на съпротивата Карл Фридрих Гьорделер и скоро се включва в кръга Крейсау на Хелмут Джеймс фон Молтке чрез колега аристократ Петер Йорк фон Вартенбург. Ако опитът за убийство на Хитлер на 20 юли 1944 г. беше успешен, Дона-Шлобитен е предвиден като новият провинциален администратор на Източна Прусия. Ден след неуспешния опит за убийство на Клаус фон Щауфенберг с куфара бомба, Дона-Шлобитен е арестуван и на 14 септември 1944 г. той е осъден на смърт в скандалната нацистка Народна съдебна палата. Той е екзекутиран същия ден в затвора в Пльоцензе.